# Reggenza di Batang Hari
La reggenza di Batang Hari è una reggenza (in indonesiano: kabupaten) dell'Indonesia, situata nella provincia di Jambi.
Il capoluogo della reggenza è Muara Bulian.